# 하이칸
하이칸(영어: Hycan)은 중국의 전기 자동차 제조업체이자 광저우 자동차 그룹과 니오 간의 합작 투자 회사인 GAC 니오 뉴 에너지 테크놀로지의 브랜드였다.

## 역사
2018년 4월 10일에 광저우 자동차 그룹과 니오는 GAC 니오 뉴 에너지 테크놀로지라는 합작 투자 회사를 설립했으며 거의 1년 후인 2019년 4월 1일에 광저우 자동차 그룹과 니오는 전기 SUV의 브랜드인 하이칸을 설립하였다.
2021년 초, 광둥 펄리버 인베스트먼트 매니지먼트 그룹이 GAC-니오의 최대 주주가 되었고, 니오의 하이칸 지분은 4.5%로 희석되었다.그해 말, GAC-니오는 이름을 하이칸으로 변경하였다.2022년, 니오는 하이칸의 주주 지위에서 분리되었다.
2025년 1월 11일, 광저우 자동차 그룹은 주주로서 투자 비율에 따라 하이칸의 직원 배치 문제를 해결하고 있다고 밝혔다. GAC 아이온은 하이칸의 애프터 서비스를 인수하였으며 하이칸은 최종적으로 해체되었다.